# Kap Sōya

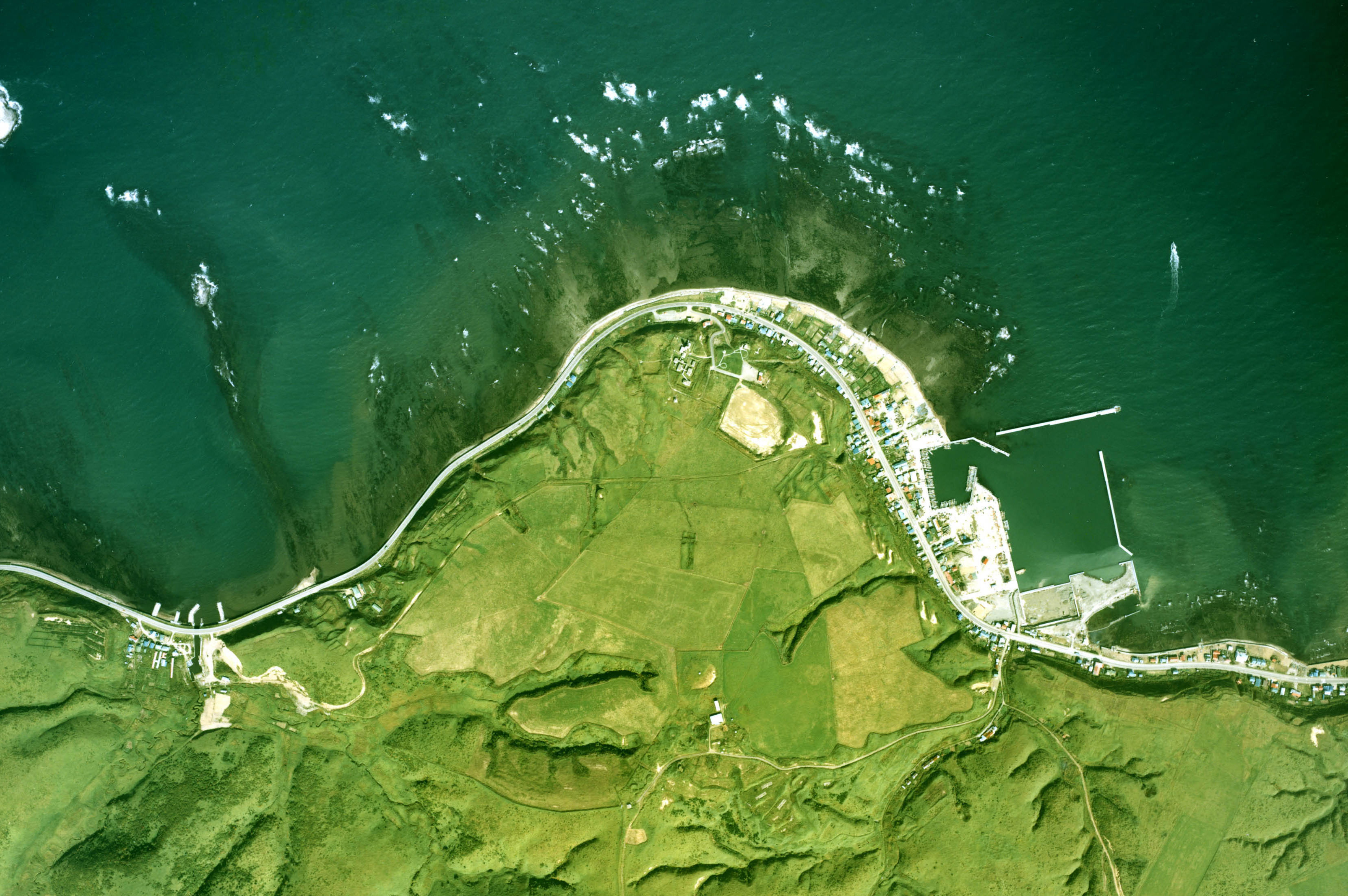
Luftbild von Kap Sōya, 1977

Kap Sōya (jap. 宗谷岬 Sōya-misaki) ist, abgesehen von der kleinen Insel Benten-jima (45° 31′ 33″ N, 141° 55′ 10″ O) 1 km vor seiner Küste, Japans nördlichster Punkt. Das Kap liegt auf der Insel Hokkaidō in Wakkanai in der Unterpräfektur Sōya und ragt in die La-Pérouse-Straße hinein. An klaren Tagen kann man bis nach Sachalin in Russland sehen, das 43 km entfernt ist.
Am Kap Sōya befinden sich mehrere Denkmäler:
- Das „Denkmal des nördlichsten Punktes Japans“ (日本最北端の地の碑, Nihon saihokutan no chi no hi) besitzt die Form eines Tetraeders, der für den Polarstern als Symbol des Nordens stehen soll, mit einem „N“ in der Mitte, das ebenfalls für den Norden steht. Der kreisförmige Sockel wiederum steht für Frieden und Zusammenarbeit.[1]
- Die „Statue von Mamiya Rinzō“ (間宮林蔵の立像, Mamiya Rinzō no ritsuzō) wurde im Juli 1980 zum 200. Geburtstag des Erkunders Mamiya Rinzō errichtet, der Sachalin und der Region um den Tatarensund kartografierte.[2]
- Der „Turm des Gebets“ (祈りの塔, Inori no tō) wurde am 1. September 1985 eröffnet und gedenkt dem Abschuss des Korean-Airlines-Flugs 007 und der Opfer durch die sowjetische Luftverteidigung genau zwei Jahre zuvor.[3]
- Das „Kap-Sōya-Musikdenkmal“ (宗谷岬音楽碑, Sōya-misaki ongakuhi) ist eine Skulptur, die die Melodie des Liedes Sōya-misaki spielt, welches das Kap landesweit bekanntmachte. Teil ist eine Steinplatte mit den Noten und Text zum Mitsingen. Es wurde im November 1980 errichtet.[4]
- Das „Friedensdenkmal“ (平和の碑, Heiwa no hi) gedenkt der Besatzung des im Oktober 1943 versenkten US-amerikanischen U-Bootes USS Wahoo, sowie der 690 Opfer der von ihm torpedierten fünf japanischen Handelsschiffe. Das Denkmal wurde im September 1995 anlässlich des 50-jährigen Jubiläums des Kriegsendes und war die erste gemeinsame US-Japanische Gedenkstätte.[5]

Rund um das Kap befinden sie viele „nördlichste“ Einrichtungen wie der nördlichste Leuchtturm, die nördlichste Tankstelle und die nördlichste Grundschule. Die nördlichste Bahnstation der Japan Railways befindet sich hingegen 33 km entfernt in Wakkanai.

## Bilder

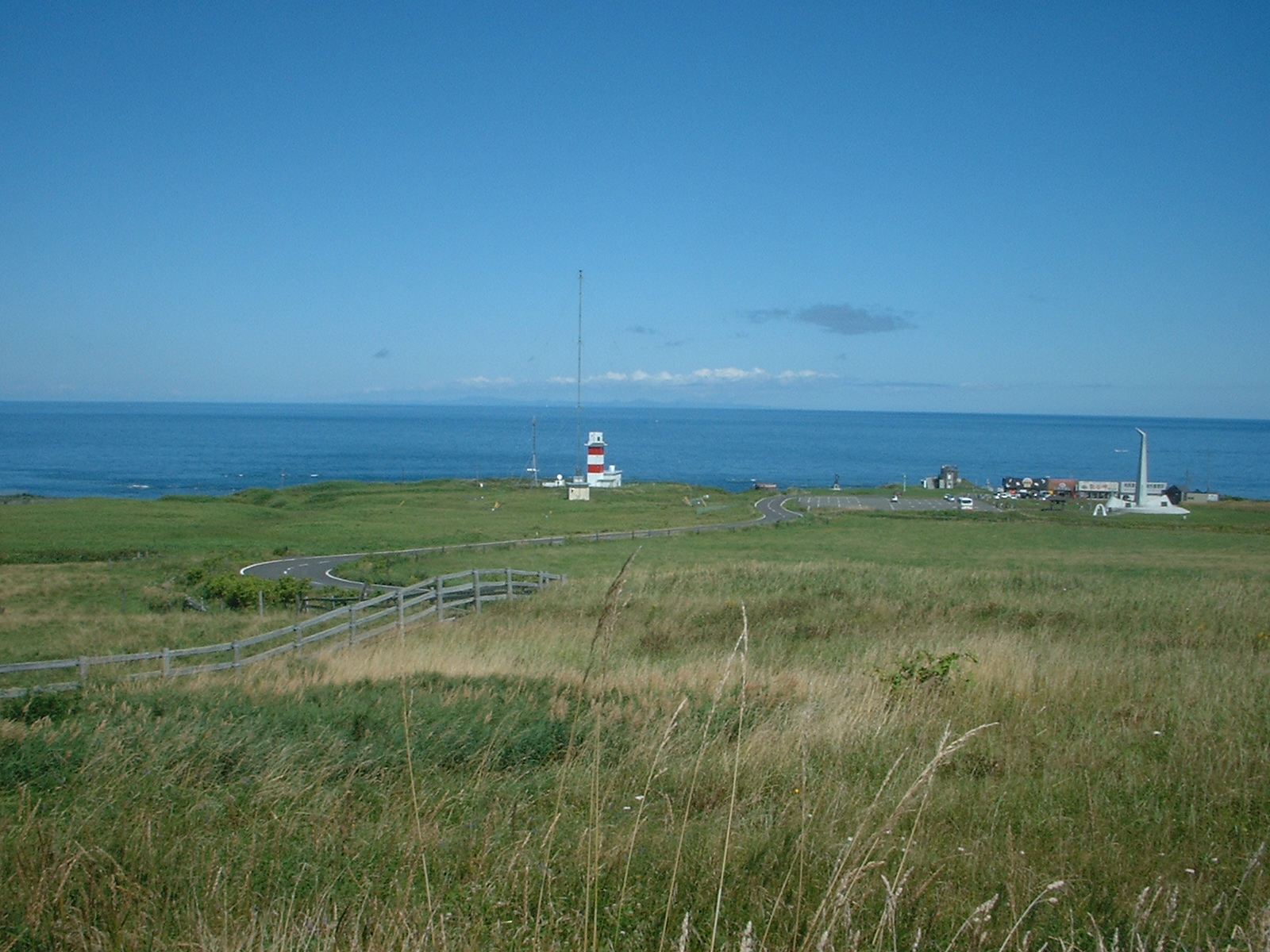
Blick von Kap Sōya, über die La-Pérouse-Straße auf Sachalin
Denkmal des nördlichsten Punktes Japans
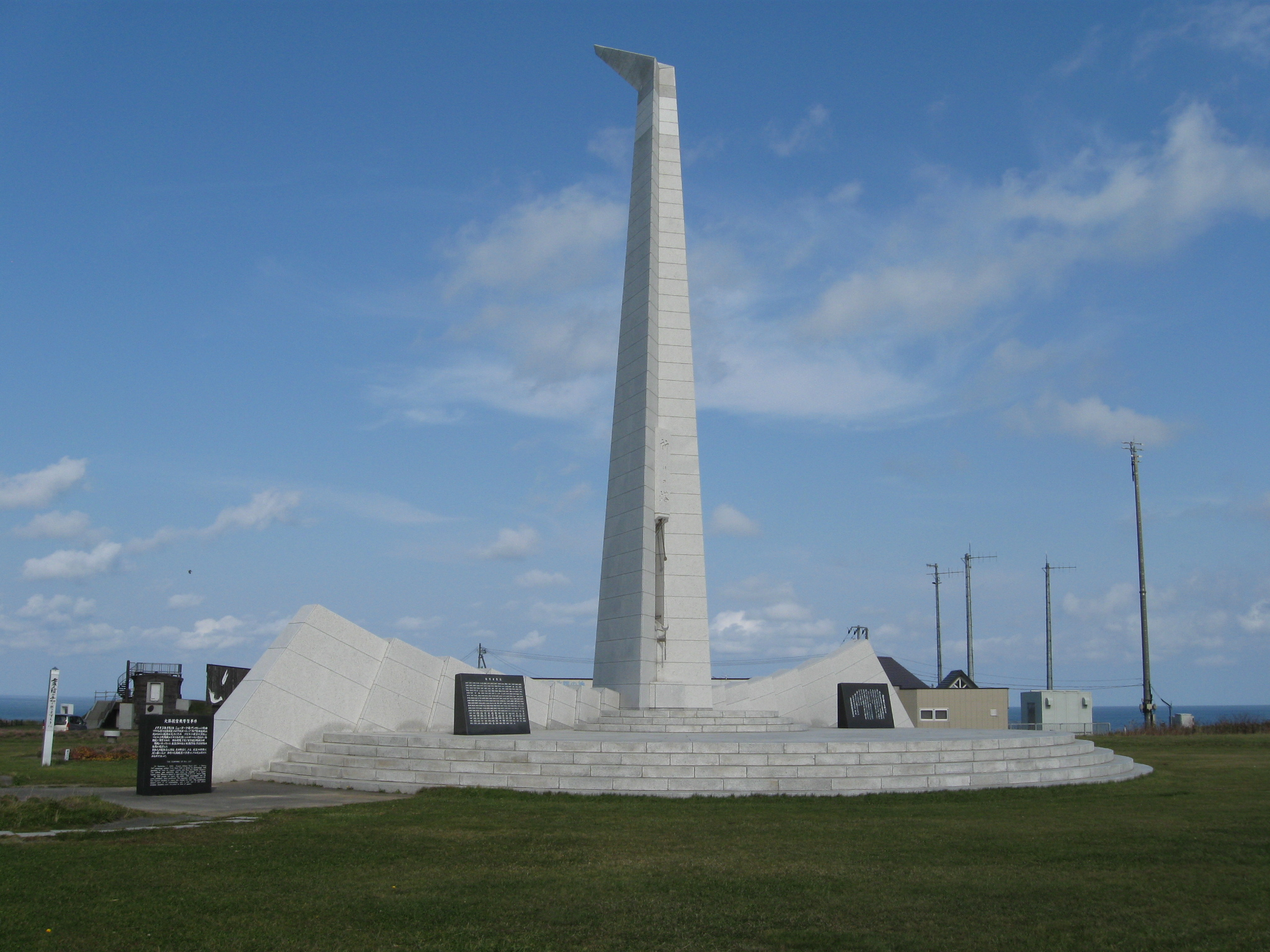
Inori no Tō in Gedenken des Korean-Airlines-Flugs 007
Skulptur des Liedes Sōya-misaki
Noten und Text des Liedes
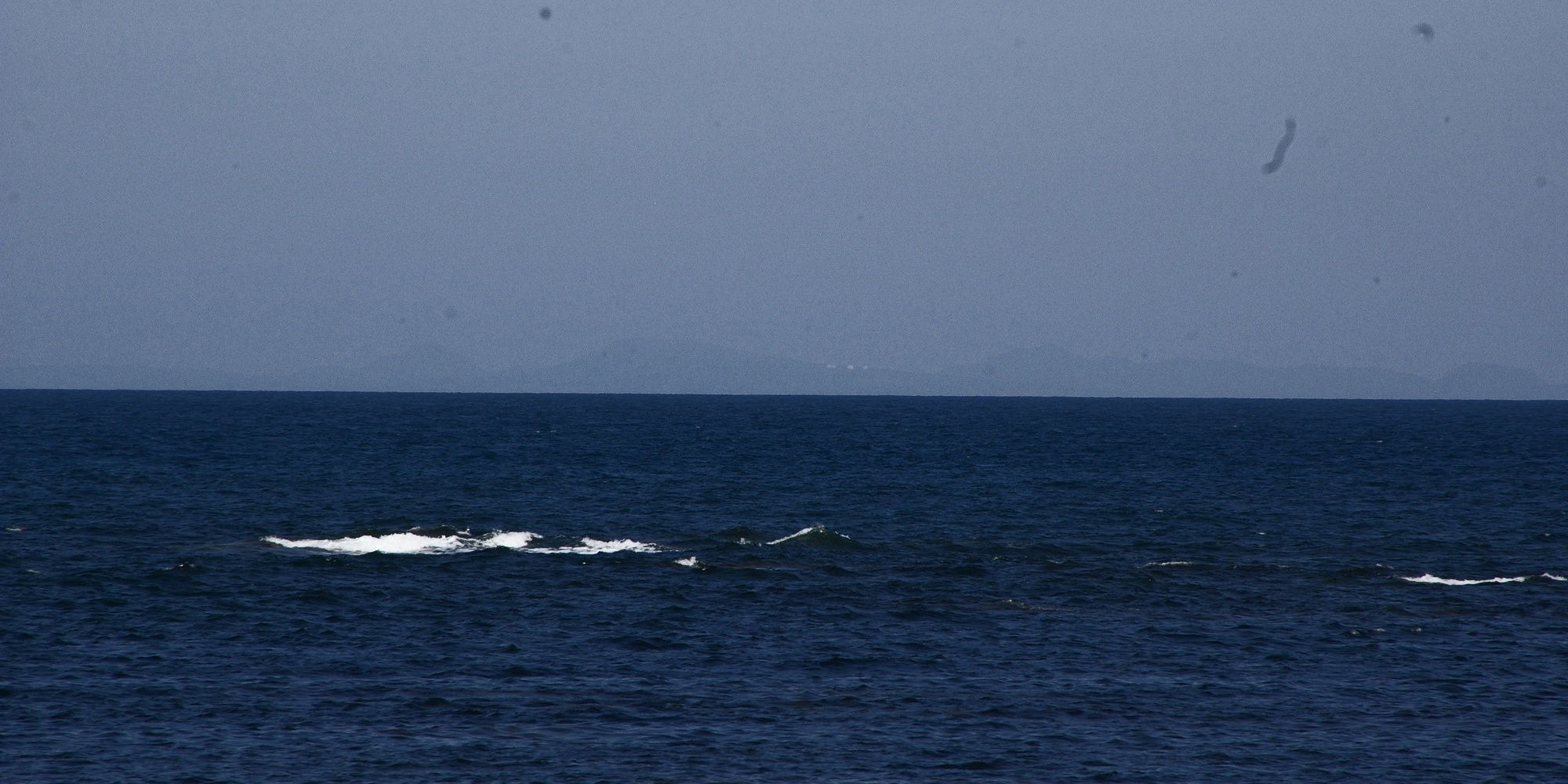
Blick vom Ufer aus auf Sachalin